# Jerzy Żurawowicz
Jerzy Żurawowicz, ros. Юрий Адольфович Журавович – Jurij Adolfowicz Żurawowicz (ur. 10 czerwca 1964 w Mohylewie) – polski inżynier, nauczyciel i działacz społeczny na Mohylewszczyźnie, przewodniczący obwodowego Związku Polaków na Białorusi, założyciel Domu Polskiego w Mohylewie i jego dyrektor (od 1996). 

## Życiorys
Urodził się w Mohylewie w rodzinie od pokoleń związanej z Wielkim Księstwem Litewskim. W latach 1981–1986 studiował w Mohylewskim Instytucie Budowy Maszyn, po czym podjął pracę jako inżynier-technolog w fabryce silników do traktorów "Biełaruś" w Mińsku. Po powrocie do rodzinnego miasta w 1991 zatrudniony w tej samej funkcji w fabryce dźwigów (wind) w Mohylewie oraz jako tłumacz oddziału polskiej spółki "VENATEX". Od 1993 pracował jako nauczyciel języka polskiego w liceum technicznym, a w latach 1994–1998 i 2005–2006 był starszym wykładowcą języka polskiego na Mohylewskim Uniwersytecie Państwowym. 
W 1991 zakładał Związek Polaków na Białorusi w Mohylewie, zostając jego prezesem (funkcję pełni do chwili obecnej). Od 1991 jest również kierownikiem kursu języka polskiego dla dorosłych przy lokalnym oddziale ZPB. W 1996 stworzył Dom Polski w Mohylewie, na czele którego stoi do dziś. Pracuje również jako tłumacz.